# Advanced Packaging Tool
apt (advanced packaging tool) — программа для установки, обновления и удаления программных пакетов в операционных системах Debian и основанных на них дистрибутивах (например: Ubuntu, Linux Mint и т. п.), иногда также используется в дистрибутивах, основанных на Mandrake, например Mandriva, ALT Linux и PCLinuxOS. Способна автоматически устанавливать и
настраивать программы для UNIX-подобных операционных систем как из предварительно откомпилированных пакетов, так и из исходных кодов.
Пакеты берутся из интернет-репозиториев либо их можно установить с имеющихся носителей. Список источников пакетов хранится в файле /etc/apt/sources.list и в каталоге /etc/apt/sources.list.d/. Графические оболочки для apt позволяют легко добавлять новые и удалять ненужные источники.
apt (apt-get) значительно упрощает процесс установки программ в командном режиме.
Для пользователей, предпочитающих графический интерфейс, более удобными могут оказаться другие front-end'ы — Synaptic и Adept. Существует текстово‐графический интерактивный пакет (использующий ncurses) — aptitude.
Распространяется свободно, в соответствии с условиями пользовательского соглашения GNU General Public License.

## Возможности
Представляет собой библиотеку, предоставляющую другим программам (таким как apt-get или apt-secure) возможности для работы с пакетами. Существует несколько графических оболочек для apt:
- Adept ранее входил в дистрибутив Kubuntu (теперь заменён на KPackageKit)
- Aptitude — в текстовом и командном режимах
- Synaptic — простой и мощный графический менеджер, созданный на основе GTK+
- KPackage — компонент среды рабочего стола KDE
- Apper — утилита для обновления пакетов для среды KDE использующая D-Bus

## Команды
```
apt
 
update
			
Обновление
 
баз
 
данных
 
пакетов
 
(
указанных
 
в/etc/apt/sources.list
)

apt
 
upgrade
		    
Обновление
 
системы

apt
 
search
 
пакет
	
Поиск
 
пакетов
apt
 
search
 
^пакет
   
Поиск
 
пакетов
 
по
 
регулярному
 
выражению
apt
 
show
 
пакет
		
Поиск
 
пакетов
 
и
 
выводит
 
информацию
 
о
 
пакете
apt
 
install
 
пакет
	
Установить
 
пакет

apt
 
purge
 
пакет
	    
Удалить
 
пакет
 
и
 
его
 
конфигурационные
 
файлы.
 
Возможно
 
использовать
 
для
 
уже
 
удаленного
 
пакета.
apt
 
remove
 
пакет
	
Удалить
 
пакет
apt
 
autoremove
		
Удаление
 
всех
 
пакетов-сирот

apt
 
autoclean
		
Очистка
 
кэша
 
неустановленных
 
пакетов
apt
 
clean
 			
Очистка
 
кэша
 
пакетов

apt
 
edit-sources
	
Открывает
 
файл
 
/etc/apt/sources.list
 
в
 
текстовом
 
редакторе
 
для
 
редактирования,
 
после
 
сохранения
 
изменений
 
и
 
закрытия
 
редактора,
 
выполняет
 
проверку
 
файла
 
на
 
предмет
 
ошибок.
 
В
 
случае
 
наличия
 
ошибок,
 
выводит
 
предложение
 
на
 
повторное
 
редактирование
 
файла,
 
чтобы
 
исправить
 
ошибки.

apt
 
full-upgrade
	
Переход
 
от
 
одной
 
основной
 
версии
 
дистрибутива
 
к
 
следующей

```

## Пасхальные яйца
Набрав команду apt-get, пользователь видит краткую справку по команде и в конце предложение: «This APT has Super Cow Powers» (рус. «В APT есть коровья СУПЕРСИЛА»). При наборе apt-get moo выводится содержимое «пасхального яйца». Причём, если написать слово moo два или три раза, будут выведены другие изображения коров.

## Бэкенд
- dpkg

## Фронтенд
- Synaptic
- PackageKit